# Populus canescens
Populus canescens är en videväxtart som först beskrevs av William Aiton, och fick sitt nu gällande namn av James Edward Smith. Populus canescens ingår i släktet popplar, och familjen videväxter. Inga underarter finns listade i Catalogue of Life.